# Mexicaanse Democratische Partij
De Mexicaanse Democratische Partij (Spaans: Partido Demócrata Mexicano, PDM) was een 'ultra-katholieke' Mexicaanse politieke partij.
De partij had haar wortels klerikaal fascistische Nationaal Synarchistische Unie en werd opgericht door Roberto Picón Robledo, Ignacio González Gollaz en anderen in 1975. De partij behaalde haar officiële erkenning in 1979. In dat jaar behaalde de PDM 10 zetels in de Kamer van Afgevaardigden. De partij verzette zich tegen de eenpartijstaat van de Institutioneel Revolutionaire Partij (PRI) en in het bijzonder tegen de antiklerikale wetgeving in de grondwet. Ook streefde de PDM naar het opheffen van de scheiding tussen kerk en staat en de erkenning van het rooms-katholicisme als enig toegestane godsdienst.
De grootste successen behaalde de partij in de jaren 80. González Gollaz was kandidaat voor de PDM in de presidentsverkiezingen van 1982 en behaalde 1,85% van de stemmen terwijl de PDM 12 zetels in de Kamer van Afgevaardigden haalde. De partij deed het bijzonder goed in de staten Jalisco en Guanajuato, die in de jaren '20 de belangrijkste verzetshaarden van de cristero's waren geweest, en haalde daar meer dan 15% van de stemmen. In 1980 was PDM-kandidaat Emilio González Márquez in de stad Lagos de Moreno in Jalisco al tot burgemeester gekozen en in 1982 werd Rafael Villagómez tot burgemeester van Guanajuato gekozen en werd daarmee de eerste niet PRI-burgemeester in een staatshoofdstad. Bij de congresverkiezingen van 1985 wist de PDM haar zetelaantal te behouden.
Eind jaren 80 begon het verval in te zetten toen veel aanhangers van de partij stapten over naar de meer gematigd conservatieve Nationale Actiepartij (PAN). Bij de verkiezingen van 1988 haalde PDM-presidentskandidaatkandidaat Gumersindo Magaña 1,04% van de stemmen terwijl de PDM al haar congreszetels verloor.
In 1994 verenigde de partij zich met een aantal kleine ultraconservatieve organisaties en presenteerde zich als de 'Nationale Opposititionele Unie (UNO). De PDM-UNO voerde in de verkiezingen van 1994 voormalig PAN-politicus Pablo Emilio Madero als presidentskandidaat, doch deze werd negende met slechts 0,28%. Bij de gelijktijdige congresverkiezingen haalde de PDM-UNO 0,43% en dus geen zetels, waarmee ze haar registratie verloor. De PDM wist in 1996 haar erkenning te herwinnen en nam deel aan de congresverkiezingen van 1997. De partij behaalde dit keer 0,66% van de stemmen, en wederom geen zetels, en verdween opnieuw, dit keer definitief. Veel leden van de PDM sloten zich aan bij de in 1999 opgerichte Sociale Alliantiepartij (PAS), die poogde gematigder over te komen dan haar voorganger. De PAS was echter geen lang leven beschoren.

## Presidentskandidaten
- 1982: Ignacio González Gollaz
- 1988: Gumersindo Magaña
- 1994: Pablo Emilio Madero

## Partijvoorzitters
- 1975-1986: Ignacio González Gollaz
- 1986-1987: Víctor Atilano Gómez
- 1987-1991: Ignacio González Gollaz
- 1991-1997: Mariano Gaxiola